# Mordellistenula planifrons
Mordellistenula planifrons is een keversoort uit de familie spartelkevers (Mordellidae). De wetenschappelijke naam van de soort is voor het eerst geldig gepubliceerd in 1930 door Stshegoleva-Barovskaja.